# Stazione di San Fernando (Argentina)
La stazione di San Fernando (Estación San Fernando in spagnolo) è una stazione ferroviaria della linea Mitre situata nell'omonima città della provincia di Buenos Aires.

## Storia
La stazione fu aperta il 4 febbraio 1864 dalla compagnia Ferrocarril del Norte de Buenos Aires.